# 都城饭店
都城饭店是上海的一幢优秀近代建筑，正门位于昔日上海公共租界中区的江西路、福州路口（圆形）东北转角，福州路以南是与之外观几乎一模一样的姊妹楼汉弥尔登大楼，江西路以西是上海公共租界工部局大厦，对角的建筑则是建设大厦。
都城饭店为新沙逊洋行属下的华懋地产公司投资兴建，1934年建成，1935年开业。设计者是英资公和洋行。楼高14层，高65米。属于典型的装饰艺术运动主义风格。是当时上海最豪华的饭店之一。
1964年，该楼改名为新城饭店。1994年，大楼入选第二批上海市优秀历史建筑。现在，新城饭店是一家由锦江国际集团全资拥有的三星级酒店。